# Marxes d'Hong Kong de l'1 de juliol
Les protestes de l'1 de juliol de Hong Kong van ser una manifestació anual de protesta celebrada originàriament pel Front Civil de Drets Humans des del dia del lliurament el 1997 el dia de l'establishment de la RAEHK. No obstant això, no va ser fins a l'any 2003 que la marxa va cridar gran l'atenció del públic en oposar-se a la legislació de l'article 23 de la Llei Fonamental. La protesta del 2003, amb 500.000 manifestants, va ser la segona protesta més gran que s'ha vist a Hong Kong des del lliurament del 1997.
Abans d'això, només la protesta a favor de la democràcia del 21 de maig de 1989 va aplegar més persones amb 1,5 milions de manifestants a Hong Kong simpatitzant amb els participants de les protestes de la plaça de Tiananmen de 1989. La introducció de la legislació de l'article 23 es va deixar de banda a causa de la protesta. Des d'aleshores, cada any s'han organitzat marxes l'1 de juliol per reivindicar la democràcia, el sufragi universal, els drets de les minories, la protecció de la llibertat d'expressió i una varietat d'altres preocupacions polítiques.
El 2019, la protesta contra el projecte de llei contra l'extradició del 16 de juny va batre el rècord de protesta més gran a Hong Kong amb gairebé 2 milions de manifestants. La marxa de l'1 de juliol del mateix any amb 550.000 manifestants, va ser la més gran de l'1 de juliol. No obstant això, ambdues xifres àmpliament informades ara estan en dubte amb la investigació publicada pel Programa d'opinió pública de la Universitat de Hong Kong (HKUPOP) que estima que les xifres d'assistència van ser de 500.000 a 800.000 per al 16 de març de juny i de 260.000 per a l'1 de juliol.[[:Fitxer:71marches-2005.JPG|]]
L'any 2020, malgrat una prohibició policial que citava límits de concentració durant la pandèmia de la COVID-19 i una situació legal dramàticament alterada a causa de la llei de seguretat nacional que havia entrat en vigor només el vespre anterior, les marxes amb un total de desenes de milers de participants van prendre lloc a diversos punts de la ciutat. La policia va fer més de 370 detencions, entre les quals almenys deu van ser per presumptes infraccions de la nova llei.

## 2005
Després de la protesta de 2004, el següent esdeveniment important va ser la dimissió de Tung Chee-hwa el març de 2005. L'any 2005 es van celebrar dues protestes, incloent l'esdeveniment anual de l'1 de juliol i una protesta separada de desembre de 2005 per la democràcia. El tema de la marxa va ser "Oposar-se a la connivència del govern, lluitant pel sufragi universal (反對官商勾結，爭取全面普選)". La protesta de juliol va construir principalment el seu impuls a partir de la protesta del 2004 amb èmfasi que es necessita un alt grau d'autonomia juntament amb més democràcia. La protesta es va enfrontar principalment al Comitè Permanent de l'Assemblea Popular Nacional per intentar desvirtuar de nou la Llei Bàsica. Es van plantejar més preguntes sobre la jornada màxima de treball, el salari mínim, l'augment de la violència sexual, la divisió entre rics i pobres. [[:en:File:Anson_Chan_at_July_1_march_2006.jpg|]]

## 2006
El tema de la marxa del 2006 va ser "Crear esperances per al sufragi universal i la democràcia amb un Hong Kong igual i just (平等公義新香港，民主普選創希望)".
No només va donar suport obertament a la implementació del sufragi universal a Hong Kong a través dels mitjans de comunicació, l'exsecretari en cap Anson Chan també va demanar als hongkonesos que expressessin el seu desig sortint al carrer. Alguns van veure el moviment com Chan provant l'aigua, obrir camí cap a les properes eleccions al cap de l'executiu. Chan es va negar a fer comentaris fins que va anunciar formalment que no tenia interès a postular-se per a la directora executiva al setembre.

## 2007
"Aconseguir el sufragi universal, millorar els mitjans de vida (爭取普選，改善民生)" va ser el tema de la manifestació d'enguany. L'organitzador, Civil Human Rights Front, va presentar una sol·licitud de notificació de processó pública a la policia de Hong Kong (HKP) uns vint dies abans de la marxa. Abans de l'inici de la protesta, el secretari general del Partit Comunista Xinès, Hu Jintao, ja havia sortit de Hong Kong pel port de la badia de Shenzhen.

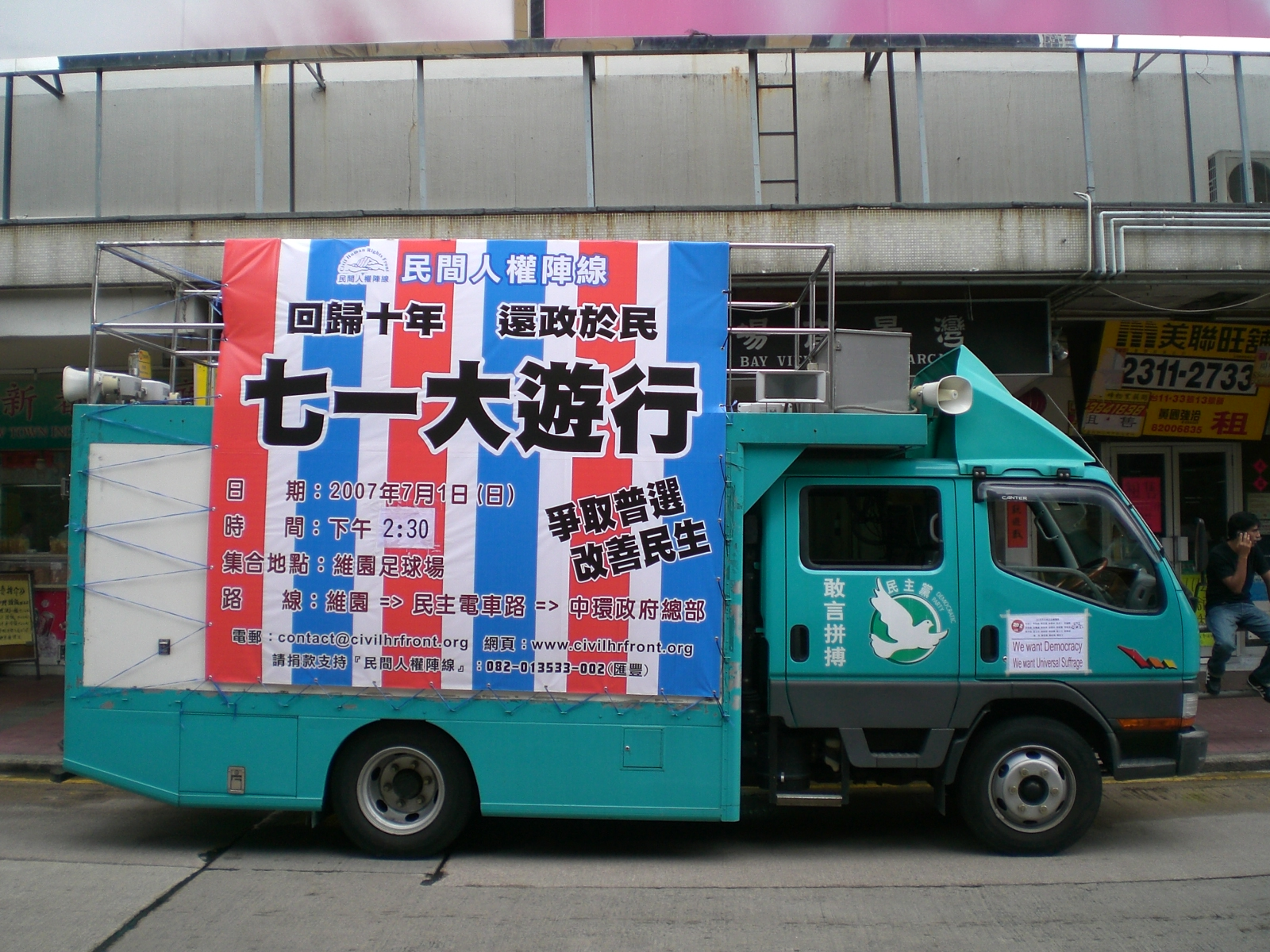
Un camió que promou les marxes de l'1 de juliol

## 2008
Els organitzadors van dir que hi van assistir més de 40.000 persones. La policia va xifrar la xifra inicial en 13.000 quan va començar la marxa. Un dels problemes inclou el conseller delegat Donald Tsang, que estava criticat per la contractació dels seus 17 nous col·legiats ben pagats. Els crítics diuen que van ser uns aliats seleccionats per augmentar la seva base de poder. S'esperava que la participació a les protestes de l'any fos menor, sense problemes urgents per resoldre.

## 2009
Els pandemòcrates havien esperat que almenys 100.000 sortissin al carrer per a la marxa. Anteriorment, el 20è aniversari de les protestes i massacre de la plaça de Tiananmen de 1989 al parc Victoria de Hong Kong va comptar amb una gran participació per commemorar l'esdeveniment. S'esperava que set esdeveniments diferents atreguessin un total de 130.000 participants, ja que se suposava que seria el major nombre de protestes en un sol dia a l'illa de Hong Kong. El campament pro-Beijing va organitzar una "desfilada de la unitat" al matí a l'estadi de Hong Kong. Això va celebrar el 12è aniversari del retorn de Hong Kong a la Xina des de 1997. L'Agència de Notícies Xinhua també va crear un lloc web per commemorar l'esdeveniment. L'espectacle va coincidir amb actuacions a l'estadi i exhibicions de cotxes esportius als carrers. Altres esdeveniments inclouen protestes de les víctimes de l'Aliança de Lehman Brothers i una de les persones amb discapacitat que protesten per la discriminació. El president executiu, Donald Tsang, va dirigir alts funcionaris del govern a la cerimònia de hissada de la bandera a la plaça Wan Chai Golden Bauhinia. La banda policial seguida d'una cercavila marítima i sobrevolada pels serveis disciplinats. El fòrum de l'Autoritat de Radiodifusió de Hong Kong de 2009 va seguir el 14 de juliol per parlar de la llibertat de transmissió.

## 2010
Anteriorment, el camp de la pandemocràcia estava unit en el seu objectiu de lluitar pel sufragi universal per a la ciutat de 7 milions d'habitants el 2012 i res menys. Després de l'aprovació del document de consulta per a la selecció del cap de l'executiu i dels polítics de Legco a finals de juny, no hi havia més sufragi universal. En canvi, Pequín va signar un mètode alternatiu per triar els polítics de CE i Legco. Fins i tot es va produir un polèmic incident de grafiti després de les consultes.

## 2011
La participació a la protesta del 2011 va ser la més alta des del 2004. Els organitzadors de la protesta van reclamar una participació de 218.000 persones. Hi havia bastants problemes. Només dos dies abans de la protesta, el govern encapçalat per Stephen Lam va intentar aprovar un projecte de llei per no permetre més eleccions parcials, per bloquejar més esdeveniments semblants al referèndum de les Cinc circumscripcions.  Hi va haver demandes perquè Donald Tsang deixés el càrrec i introduís el sufragi universal tant al cap de l'executiu del 2012 com a les eleccions de Legco.

## 2012
La protesta de l'1 de juliol de 2012 va ser la més gran fins ara, amb activistes que van afirmar que hi van participar 400.000 persones i que la policia va afirmar que 63.000 van participar, ambdues que haurien estat la major assistència a les protestes de l'1 de juliol. Aquestes protestes van coincidir amb el 15è aniversari del lliurament de Hong Kong al qual va assistir el secretari general del PCC, Hu Jintao, i el seu jurament del nou cap de l'executiu CY Leung, que se suposa que és un membre de l'armari del Partit Comunista Xinès,  i que ha conflictes d'interessos sobre els seus interessos empresarials i ha tingut obres de construcció no autoritzades a casa seva.

## 2013
La protesta de l'1 de juliol de 2013 es va centrar en el sufragi universal i altres qüestions importants. El Front Civil de Drets Humans, organitzador de la marxa anual, va dir que dilluns van participar 430.000 persones, enfront de les 400.000 de l'any passat. Però la policia va dir que només 35.500 van sortir del Victoria Park i 66.000 van participar en el seu moment àlgid. El programa d'opinió pública de la Universitat de Hong Kong calcula que hi van participar 93.000 persones.

## 2014
Abans de les protestes, un llibre blanc del govern xinès proclamava que Hong Kong no gaudeix d'una autonomia total i que l'alt grau d'autonomia de Hong Kong va ser concedit pel govern xinès. La desviació de la redacció d'emfatitzar l'alt grau d'autonomia garantit per la Llei bàsica de Hong Kong va provocar la controvèrsia que el govern xinès estava suggerint que podria intervenir en els afers de Hong Kong, de fet redefinint un país, dos sistemes. El govern de Hong Kong va prometre anteriorment als residents que podran votar pel seu nou cap de l'executiu a les properes eleccions del 2017, però s'ha temut que el procés final afavoreixi els candidats aprovats per Pequín.

## 2015
L'1 de juliol, aproximadament 48.000 manifestants van marxar per commemorar un aniversari de la facturació britànica de 1997 de Hong Kong a la Xina. Els manifestants demanen "democràcia plena" i la dimissió de Leung Chun-ying com a líder de la ciutat. Aquesta protesta va tenir una de les participacions més baixes dels darrers anys, perquè es va celebrar després del veto de la reforma electoral de Hong Kong de 2014-15. El procés de consulta sobre la reforma havia provocat protestes massives i moviments de desobediència civil generalitzats, inclosa la Revolució dels paraigües, i els organitzadors de l'1 de març de juliol de 2015 van reconèixer que moltes persones amb mentalitat democràtica preferien descansar després que el polèmic paquet de reformes s'hagués aturat.

## 2016
Els organitzadors afirmen que unes 110.000 persones es van presentar per protestar per diverses causes, però la policia va afirmar que 19.300 es van unir a la manifestació de protesta.

## 2017
Els organitzadors afirmen que unes 66.000 persones es van presentar per protestar per diverses causes, però la policia va afirmar que 14.500 es van unir a la manifestació de protesta.

## 2018
Els organitzadors afirmen que unes 50.000 persones es van presentar per protestar per diverses causes, però la policia va afirmar que 9.800 es van unir a la manifestació de protesta.

## 2019
Les marxes de l'1 de juliol van coincidir amb les protestes del projecte de llei contra l'extradició en curs. Els organitzadors afirmen que unes 550.000 persones es van presentar per protestar, un rècord de participació com van afirmar els organitzadors. No obstant això, la policia va afirmar que 190.000 es van unir a la manifestació de protesta. Els investigadors que van combinar intel·ligència artificial i tècniques de recompte estadístic van informar d'un recompte inicial de 265.000 persones que van marxar,  i un total ajustat de 276.970 es va publicar en una revista revisada per parells. L'organització electoral independent, PORI, va estimar l'assistència en 260.000 persones. Reuters va comptar el nombre de manifestants en un lloc durant períodes de 15 minuts durant la marxa i va arribar a una estimació de 227.000 persones en total.

## 2020
Malgrat la prohibició de la policia, desenes de milers de manifestants es van presentar juntament amb una forta presència policial a Causeway Bay, Wan Chai i Tin Hau, i es van quedar a la zona durant gairebé sis hores per expressar la seva objecció contra la llei de seguretat nacional recentment implementada. La policia va respondre desplegant canons d'aigua contra periodistes i manifestants i va dispersar molts gasos lacrimògens i boles de pebre. Un periodista va ser atropellat per un camió de canons d'aigua de la policia. La policia va fer més de 370 detencions, entre les quals almenys deu van ser per presumpta violació de la nova llei.